# Krachtsja
Krachtsja (Russisch: Крахча), op kaarten soms ook als Kravtsja (Кравча) ingetekend, is een opgeheven plaats in het district Oest-Kamtsjatski van de Russische kraj Kamtsjatka. De plaats lag op 285 kilometer van Milkovo, op de oostoever van de rivier de Kamtsjatka, waar nu de veerpont 's zomers de auto's van de hoofdweg van Kamtsjatka overzet van de ene naar de andere zijde van de rivier ('s winters gaat het vervoer over het ijs).
De naam Krachtsja dateert uit de 19e eeuw toen lokale Kamtsjadalen hier in de winter hun paarden vrij lieten rondlopen in een wilde kudde. De naam zelf zou iets als "boze geest" betekenen en werd in het begin van de 20e eeuw gebruikt voor een "mager (arm) persoon".
De plaats zelf ontstond net als het nu eveneens opgeheven dorp Bystroje in 1947 voor de opvang van Oekraïense Vlasovtsy; soldaten uit het Russisch Bevrijdingsleger, dat onder leiding van Andrej Vlasov stond en krijgsgevangen waren genomen door het Rode Leger en hier werden ingezet in de bosbouw. Begin jaren 60 woonden hier ongeveer 500 mensen en bevonden zich hier twee winkels, een zevenjaarschool en een ziekenhuis. De bossen die moesten worden gekapt kwamen in de loop van de tijd echter steeds verder van de plaats af te liggen en de gevangenen moesten op den duur elke dag meer dan 60 kilometer afleggen naar de werkplek, waardoor de transportkosten erg hoog werden. In 1964 besloot het bestuur van de bosbouwonderneming van Kozyrjovsk, waar de bosbouwactiviteiten tot behoorden, dat het hout voortaan opgeslagen zou worden bij Kreroeke op 20 kilometer van Kozyrjovsk. Vanaf die tijd werd de bevolking geleidelijk aan overgeplaatst naar Kozyrjovsk en Bystroje. In 1967 telde het dorp nog 50 gezinnen. De houtvoorraad bij Kreroeke bleek echter klein en ten slotte moesten de houthakkers toch naar een andere plek verhuizen voor het werk. In de 7 jaar daarop was de plaats helemaal leeggelopen en werd opgeheven in december 1974. Van de plek is afgezien van wat overwoekerde hekken en tuinen nauwelijks iets bewaard gebleven.